# 黄志千
黄志千（1914年1月24日—1965年5月20日），原名黄永埙，是一位中国飞机设计师。

## 生平
1914年出生于江苏省淮阴县（今江苏省淮安市淮阴区）。1937年毕业于上海交通大学机械工程学院航空门。同年，进入南昌中央航空机械学校高级班第二期进修飞机设计。1938年4月以后，黄志千在四川成都、云南垒允、缅甸八莫、四川新津等地参加飞机制造工作。，1945年进入密歇根大学，1946年9月，被派遣到英格兰学习。1949年6月返回中国。相继在华东军区航空处航空工程研究室、沈阳飞机制造厂、国家航空工业局工作。1961年加入新成立的沈阳飞机设计研究所，任总设计师。1965年搭乘巴基斯坦国际航空705号班机时遭遇空难。中国人民解放军总政治部追认为烈士。